# Chenevrey-et-Morogne
Chenevrey-et-Morogne est une commune française située dans le département de la Haute-Saône, la région culturelle et historique de Franche-Comté et la région administrative Bourgogne-Franche-Comté.

## Géographie

### Localisation

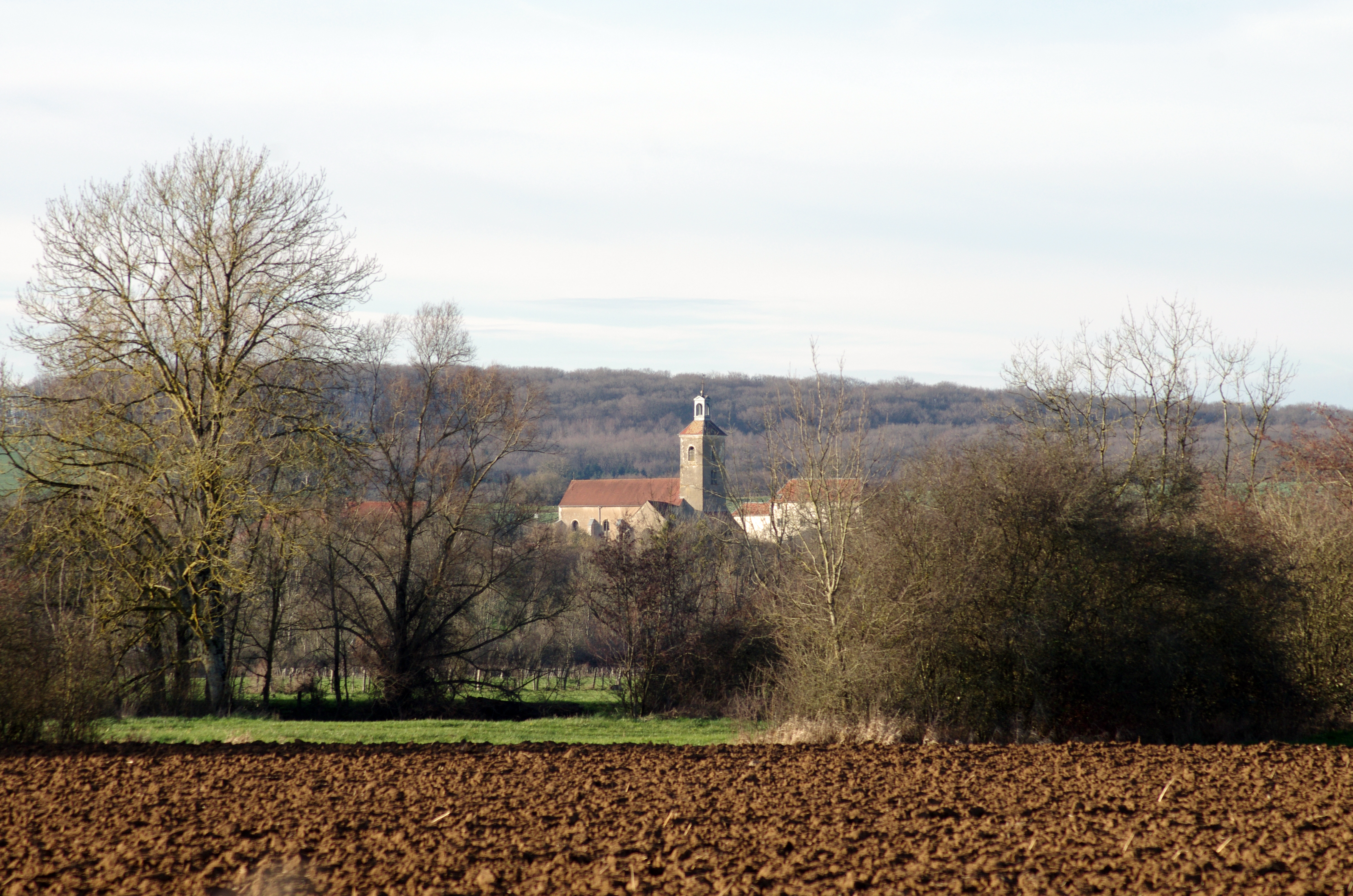
Vue générale.

Ce petit village de la vallée de l'Ognon en Haute-Saône, limitrophe du Doubs, se trouve à 1,5 km de Marnay, à 20 minutes de Gray et à 20 minutes de Besançon.

### Communes limitrophes
Les communes limitrophes sont Cult, Burgille, Courchapon, Jallerange, Bay, Marnay et Sornay.

### Hydrographie
Le sud du territoire communal est limité par l'Ognon, un sous-affluent du fleuve le Rhône (fleuve) par la Saône.
Plusieurs ruisseaux drainent également la commune.

### Climat
Pour des articles plus généraux, voir Climat de la Bourgogne-Franche-Comté et Climat de la Haute-Saône.
En 2010, le climat de la commune est de type climat océanique dégradé des plaines du Centre et du Nord, selon une étude du Centre national de la recherche scientifique s'appuyant sur une série de données couvrant la période 1971-2000. En 2020, Météo-France publie une typologie des climats de la France métropolitaine dans laquelle la commune est exposée à un climat semi-continental et est dans une zone de transition entre les régions climatiques « Lorraine, plateau de Langres, Morvan » et « Jura ».
Pour la période 1971-2000, la température annuelle moyenne est de 10,7 °C, avec une amplitude thermique annuelle de 17,3 °C. Le cumul annuel moyen de précipitations est de 983 mm, avec 12,4 jours de précipitations en janvier et 9,1 jours en juillet. Pour la période 1991-2020, la température moyenne annuelle observée sur la station météorologique de Météo-France la plus proche, « Cugney », sur la commune de Cugney à 9 km à vol d'oiseau, est de 11,2 °C et le cumul annuel moyen de précipitations est de 958,2 mm. 
La température maximale relevée sur cette station est de 40 °C, atteinte le 31 juillet 2020 ; la température minimale est de −17 °C, atteinte le 20 décembre 2009,,.
Les paramètres climatiques de la commune ont été estimés pour le milieu du siècle (2041-2070) selon différents scénarios d'émission de gaz à effet de serre à partir des nouvelles projections climatiques de référence DRIAS-2020. Ils sont consultables sur un site dédié publié par Météo-France en novembre 2022.

## Urbanisme

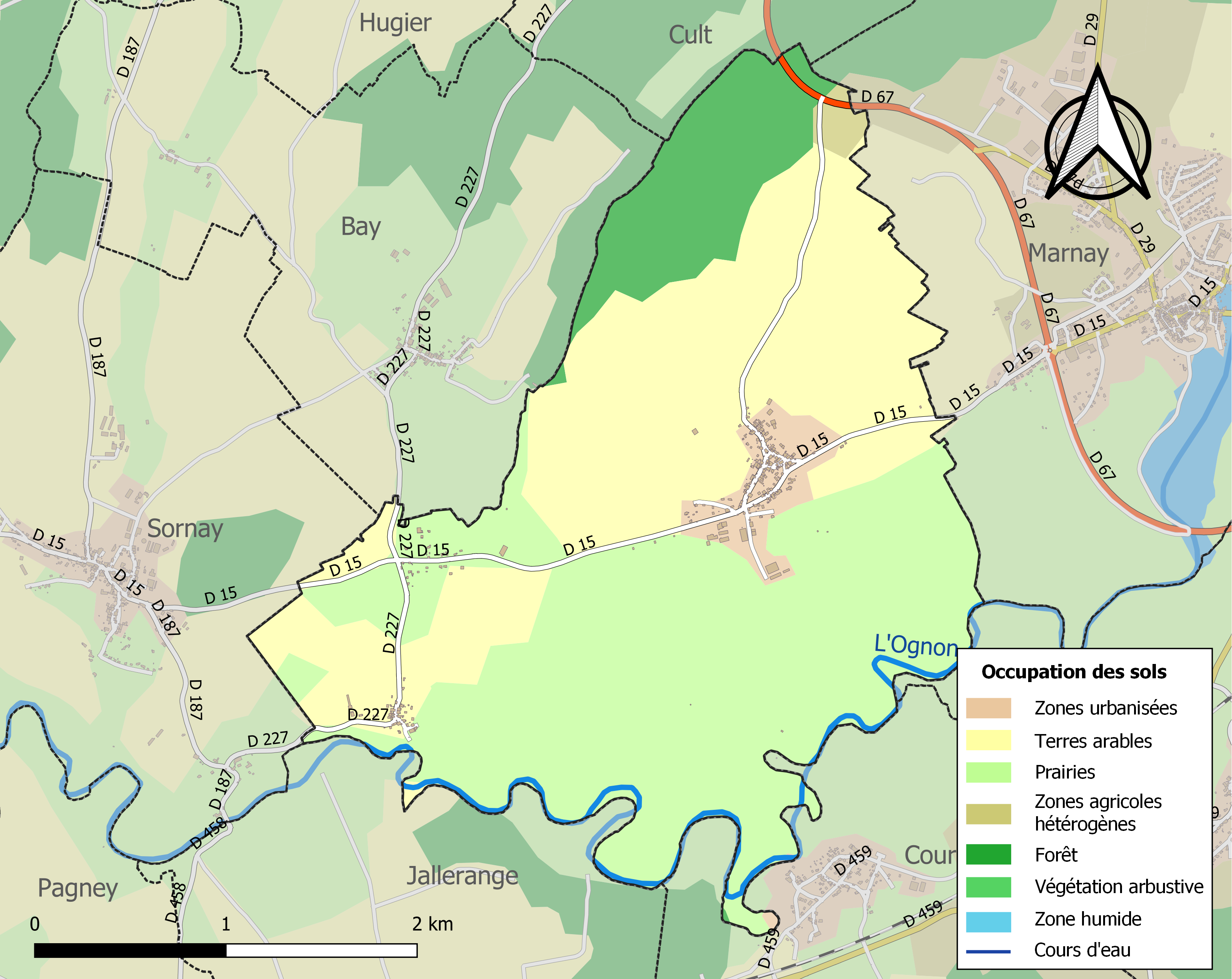
Carte des infrastructures et de l'occupation des sols de la commune en 2018 (CLC).

### Typologie
Au 1er janvier 2024, Chenevrey-et-Morogne est catégorisée commune rurale à habitat dispersé, selon la nouvelle grille communale de densité à sept niveaux définie par l'Insee en 2022.
Elle est située hors unité urbaine. Par ailleurs la commune fait partie de l'aire d'attraction de Besançon, dont elle est une commune de la couronne,. Cette aire, qui regroupe 310 communes, est catégorisée dans les aires de 200 000 à moins de 700 000 habitants,.

### Occupation des sols
L'occupation des sols de la commune, telle qu'elle ressort de la base de données européenne d’occupation biophysique des sols Corine Land Cover (CLC), est marquée par l'importance des territoires agricoles (86,1 % en 2018), une proportion sensiblement équivalente à celle de 1990 (86,4 %). La répartition détaillée en 2018 est la suivante : 
prairies (47,1 %), terres arables (38,1 %), forêts (10,1 %), zones urbanisées (3,8 %), zones agricoles hétérogènes (0,8 %). L'évolution de l’occupation des sols de la commune et de ses infrastructures peut être observée sur les différentes représentations cartographiques du territoire : la carte de Cassini (XVIIIe siècle), la carte d'état-major (1820-1866) et les cartes ou photos aériennes de l'IGN pour la période actuelle (1950 à aujourd'hui).

### Lieux-dits, hameaux et écarts

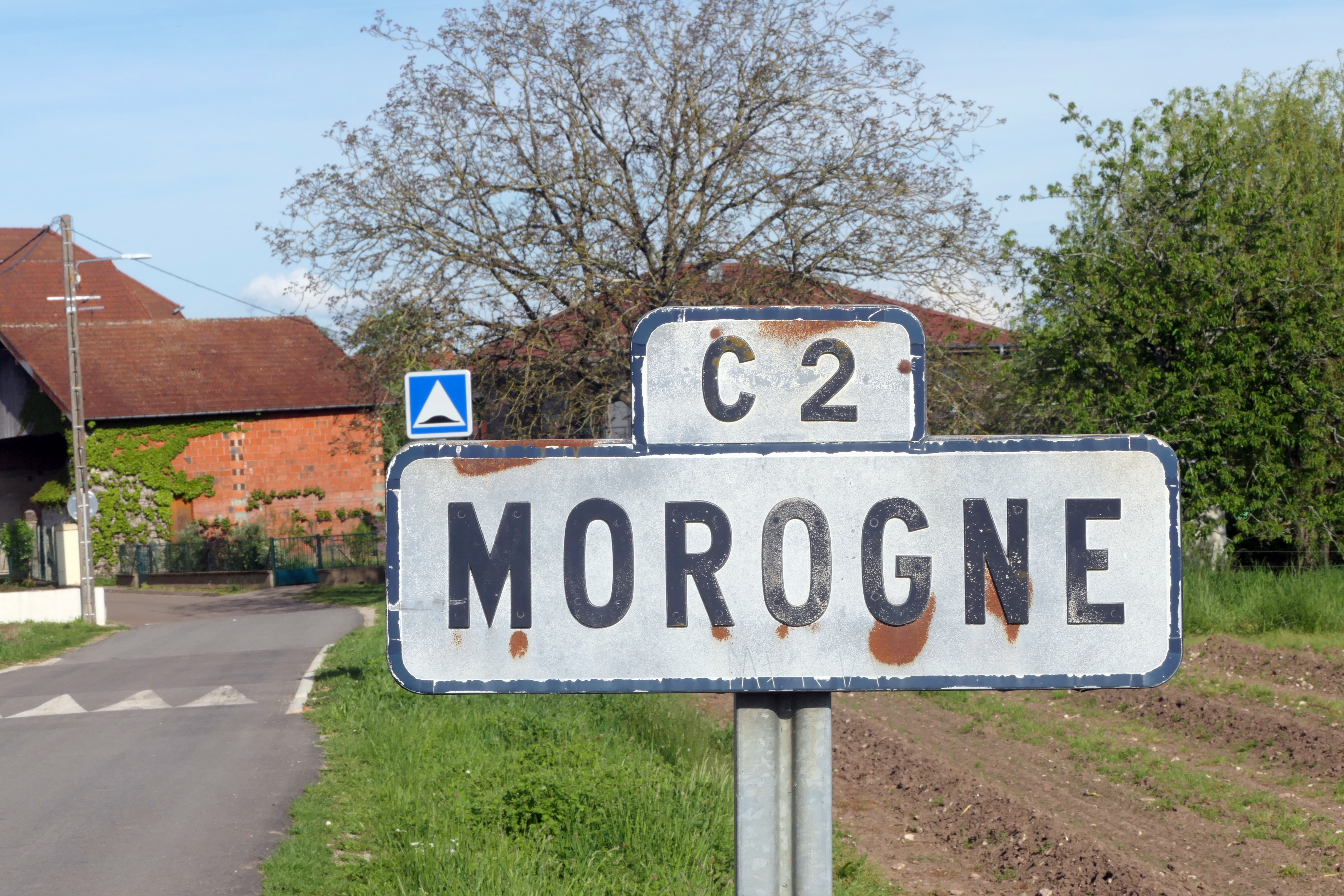
Entrée de Morogne.

La commune dispose d'un hameau, Morogne.

### Habitat et logement
En 2020, le nombre total de logements dans la commune était de 151, alors qu'il était de 144 en 2015 et de 130 en 2010.
Parmi ces logements, 81,9 % étaient des résidences principales, 7,4 % des résidences secondaires et 10,7 % des logements vacants. Ces logements étaient pour 81,2 % d'entre eux des maisons individuelles et pour 18,8 % des appartements.
Le tableau ci-dessous présente la typologie des logements à Chenevrey-et-Morogne en 2020 en comparaison avec celle de la Haute-Saône et de la France entière. Une caractéristique marquante du parc de logements est ainsi une proportion de résidences secondaires et logements occasionnels (7,4 %) supérieure à celle du département (6,2 %) mais inférieure  à celle de la France entière (9,7 %). Concernant le statut d'occupation de ces logements, 72,2 % des habitants de la commune sont propriétaires de leur logement (74,4 % en 2015), contre 68,8 % pour la Haute-Saône et 57,5 pour la France entière.
| Typologie                                               | Chenevrey-et-Morogne | Haute-Saône | France entière |
| ------------------------------------------------------- | -------------------- | ----------- | -------------- |
| Résidences principales (en %)                           | 81,9                 | 83          | 82,1           |
| Résidences secondaires et logements occasionnels (en %) | 7,4                  | 6,2         | 9,7            |
| Logements vacants (en %)                                | 10,7                 | 10,7        | 8,2            |

## Histoire
La commune de Chenevrey, créée lors de la Révolution française, absorbe en 1808 celle de Morogne. Celle-ci recouvre son autonomie fugacement, de 1823 à une date comprise entre 1824 et 1831. La commune prend alors sa dénomination actuelle de Chenevrey-et-Morogne.

## Politique et administration

### Rattachements administratifs et électoraux

#### Rattachements administratifs
La commune se trouve depuis 1926 dans l'arrondissement de Vesoul du département de la Haute-Saône.
Elle faisait partie depuis 1826 du canton de Marnay. Dans le cadre du redécoupage cantonal de 2014 en France, cette circonscription administrative territoriale a disparu, et le canton n'est plus qu'une circonscription électorale.

#### Rattachements électoraux
Pour les élections départementales, la commune fait partie depuis 2014 d'un nouveau  canton de Marnay, porté de 18 à 50 communes.
Pour l'élection des députés, elle fait partie de la première circonscription de la Haute-Saône.

### Intercommunalité
Chenevrey-et-Morogne était membre de la communauté de communes de la vallée de l'Ognon, un établissement public de coopération intercommunale (EPCI) à fiscalité propre créé fin 2002  et auquel la commune avait transféré un certain nombre de ses compétences, dans les conditions déterminées par le code général des collectivités territoriales.
Conformément aux prescriptions de la loi de réforme des collectivités territoriales du 16 décembre 2010, qui a prévu le renforcement et la simplification des intercommunalités et la constitution de structures intercommunales de grande taille, cette intercommunalité a fusionné avec sa voisine pour former, le 1er janvier 2017, la communauté de communes du val marnaysien, dont est désormais membre la commune.

### Liste des maires
| Période                                  | Période                        | Identité         | Étiquette | Qualité          |
| ---------------------------------------- | ------------------------------ | ---------------- | --------- | ---------------- |
| Les données manquantes sont à compléter. |                                |                  |           |                  |
|                                          |                                |                  |           |                  |
| 2008                                     | 2018,                          | Michel Lacaille  |           | Démissionnaire   |
| 2018                                     | juillet 2023                   | Bernard Josselin |           | Démissionnaire   |
| octobre 2023                             | En cours (au 30 novembre 2023) | Noël Ballot      |           | Employé retraité |

## Démographie
L'évolution du nombre d'habitants est connue à travers les recensements de la population effectués dans la commune depuis 1793. Pour les communes de moins de 10 000 habitants, une enquête de recensement portant sur toute la population est réalisée tous les cinq ans, les populations de référence des années intermédiaires étant quant à elles estimées par interpolation ou extrapolation. Pour la commune, le premier recensement exhaustif entrant dans le cadre du nouveau dispositif a été réalisé en 2008.

En 2022, la commune comptait 317 habitants, en évolution de +4,28 % par rapport à 2016 (Haute-Saône : −1,4 %, France hors Mayotte : +2,11 %).
| 1793 | 1800 | 1806 | 1821 | 1831 | 1836 | 1841 | 1846 | 1851 |
| ---- | ---- | ---- | ---- | ---- | ---- | ---- | ---- | ---- |
| 383  | 406  | 427  | 399  | 520  | 401  | 406  | 409  | 405  |

| 1856 | 1861 | 1866 | 1872 | 1876 | 1881 | 1886 | 1891 | 1896 |
| ---- | ---- | ---- | ---- | ---- | ---- | ---- | ---- | ---- |
| 370  | 379  | 383  | 392  | 376  | 401  | 405  | 406  | 358  |

| 1901 | 1906 | 1911 | 1921 | 1926 | 1931 | 1936 | 1946 | 1954 |
| ---- | ---- | ---- | ---- | ---- | ---- | ---- | ---- | ---- |
| 340  | 318  | 276  | 251  | 252  | 239  | 233  | 247  | 189  |

| 1962 | 1968 | 1975 | 1982 | 1990 | 1999 | 2006 | 2008 | 2013 |
| ---- | ---- | ---- | ---- | ---- | ---- | ---- | ---- | ---- |
| 173  | 167  | 154  | 170  | 168  | 183  | 240  | 256  | 294  |

| 2018 | 2022 | - | - | - | - | - | - | - |
| ---- | ---- | - | - | - | - | - | - | - |
| 312  | 317  | - | - | - | - | - | - | - |

## Culture locale et patrimoine

### Lieux et monuments
- L'église paroissiale Saint-Férréol et Saint-Ferjeux[20] inscrite dans la base Mérimée.
- La chapelle Dieu-de-Pitié[21] inscrite dans la base Mérimée.
- La fontaine-lavoir-abreuvoir de Morogne.
- Monument aux morts[22]

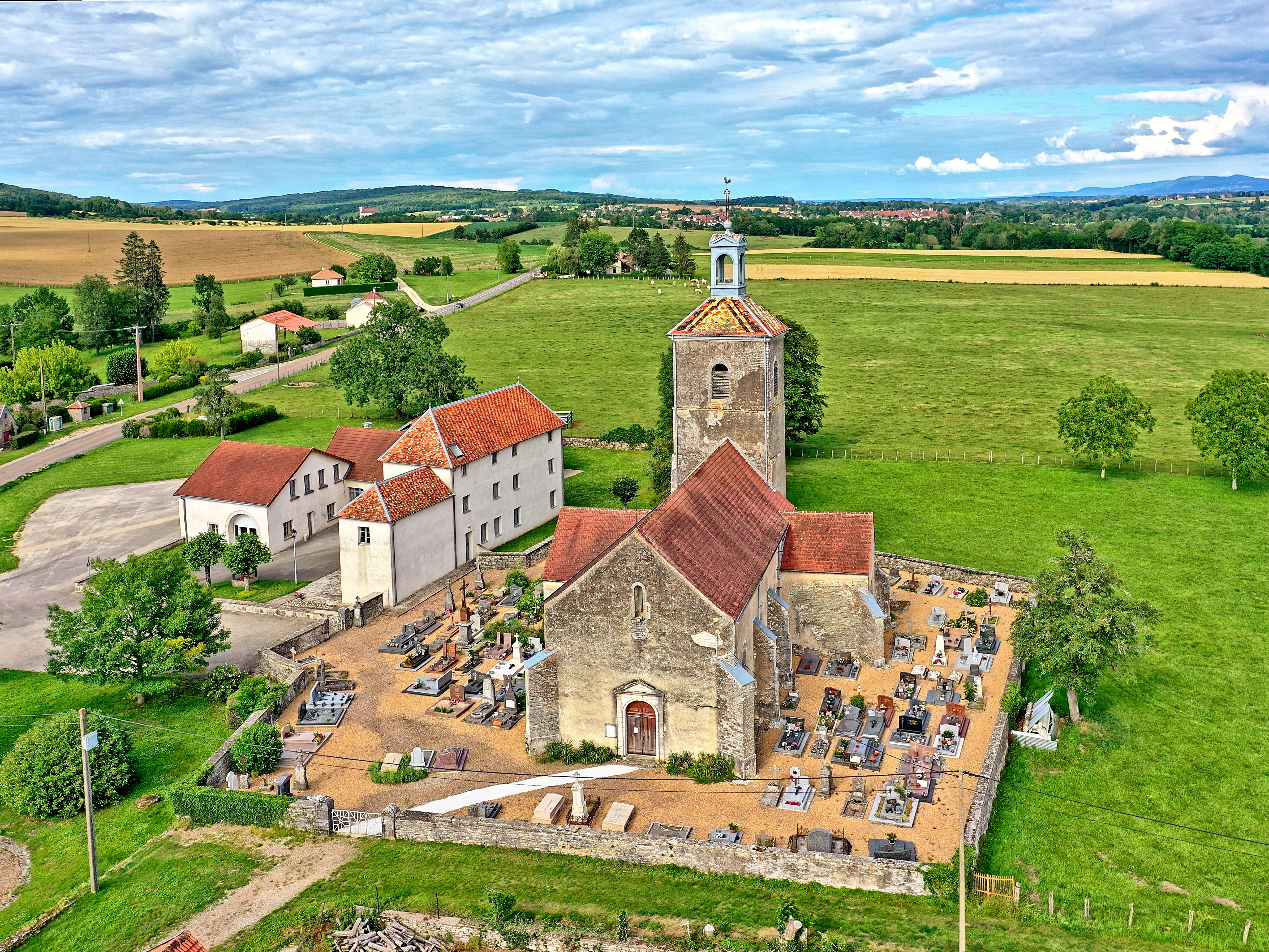
L'église Saint-Férréol et Saint-Ferjeux.
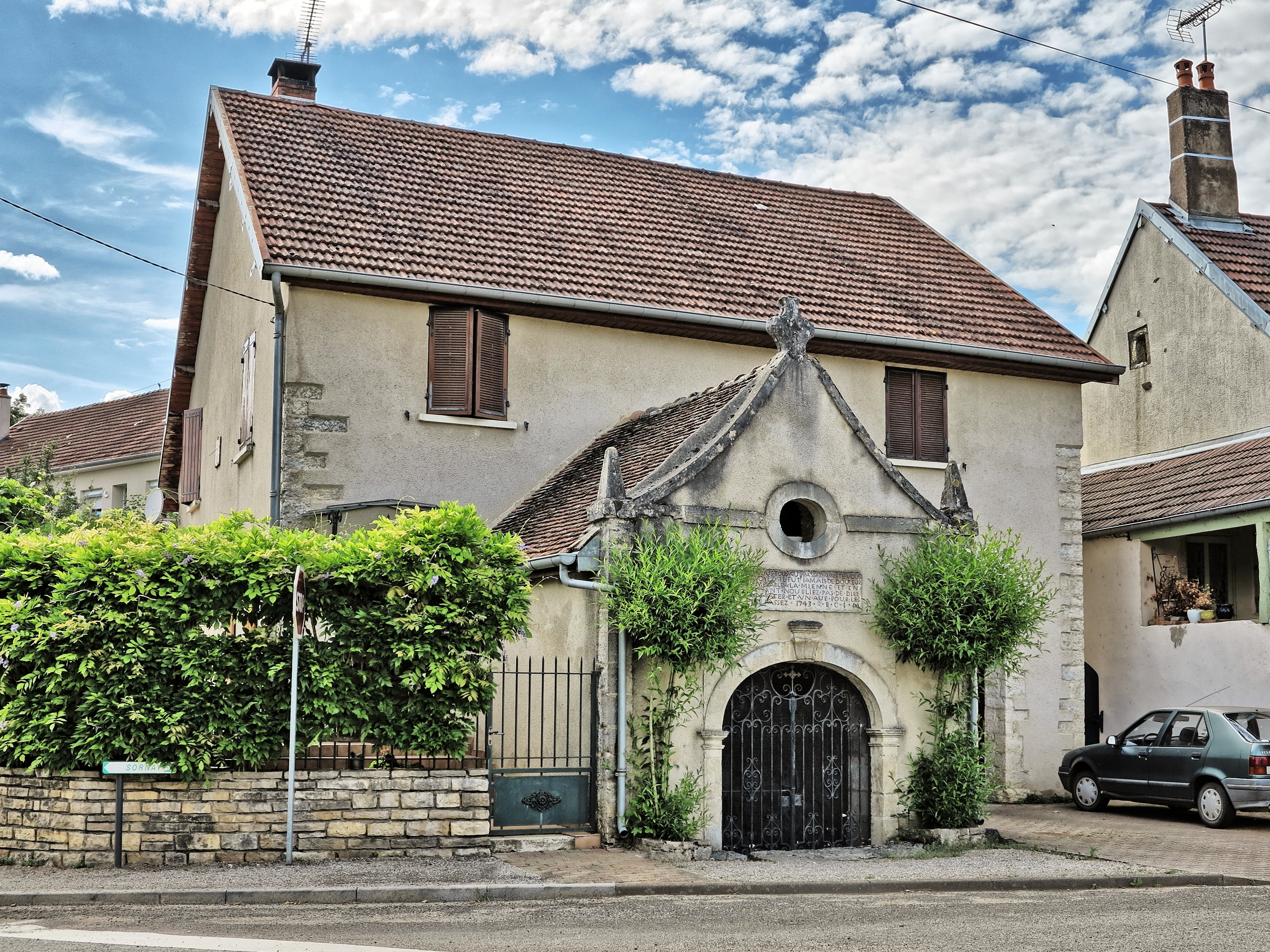
La chapelle Dieu-de-Pitié.
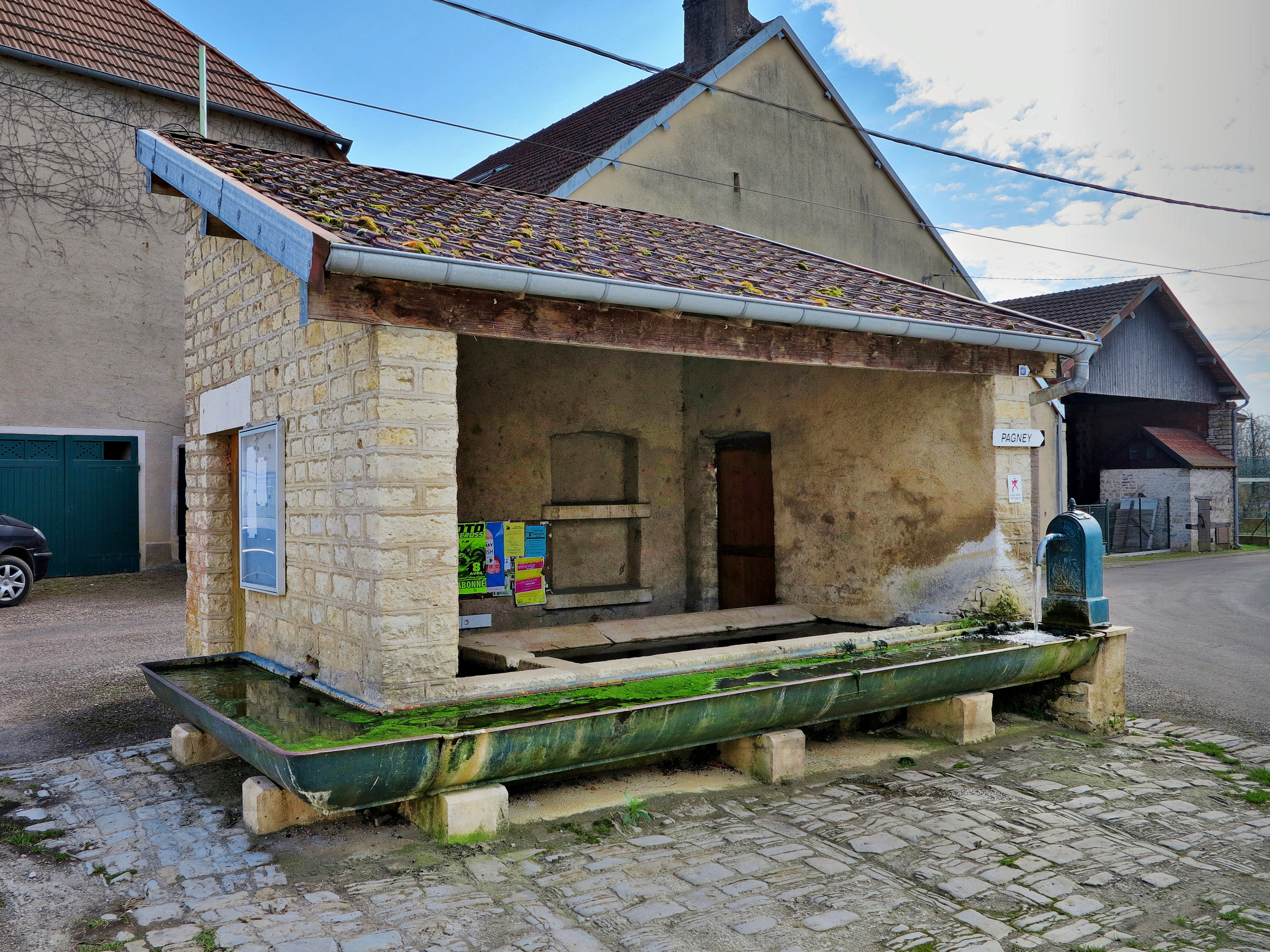
La fontaine de Morogne.
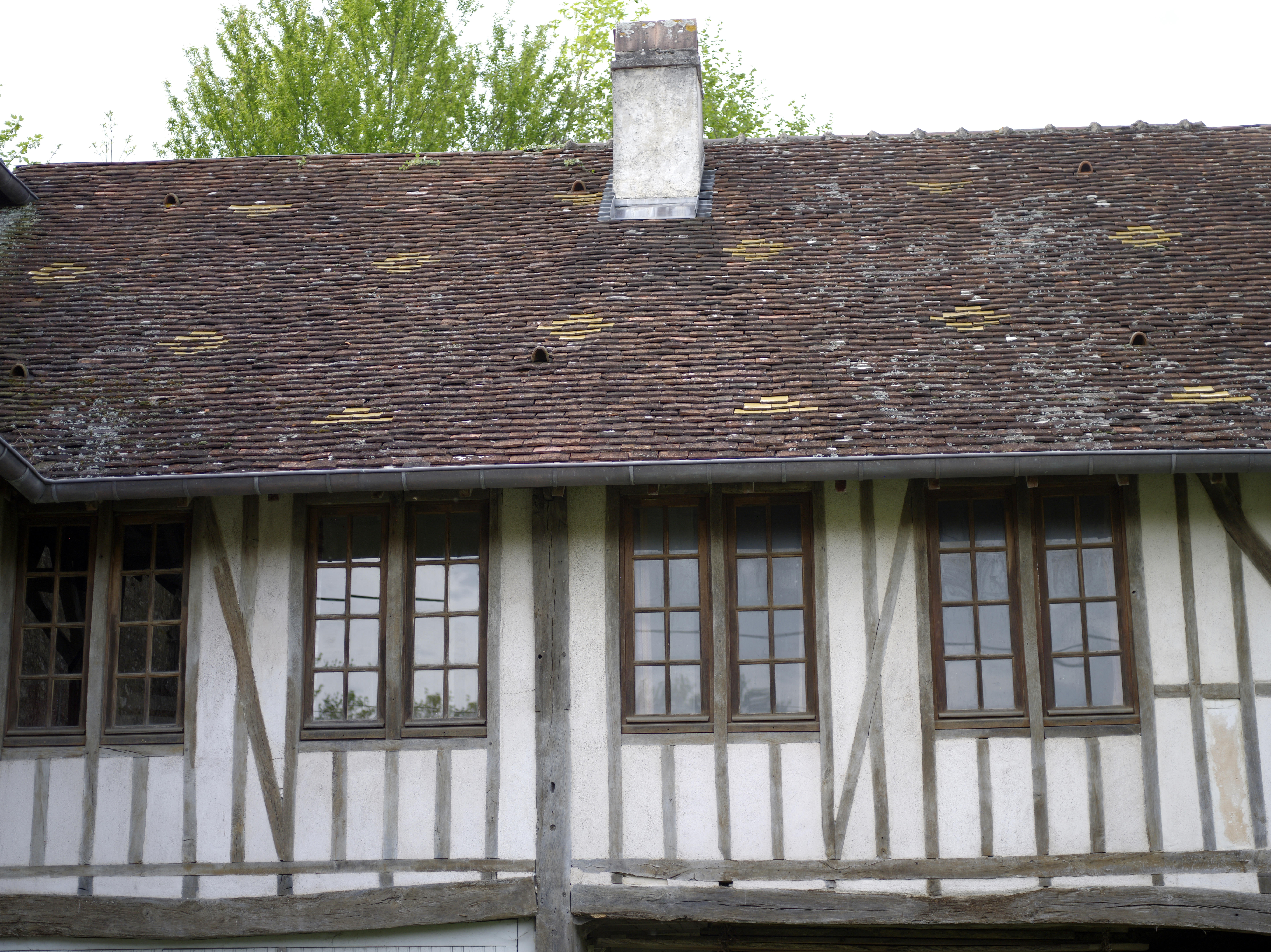
Maison ancienne.
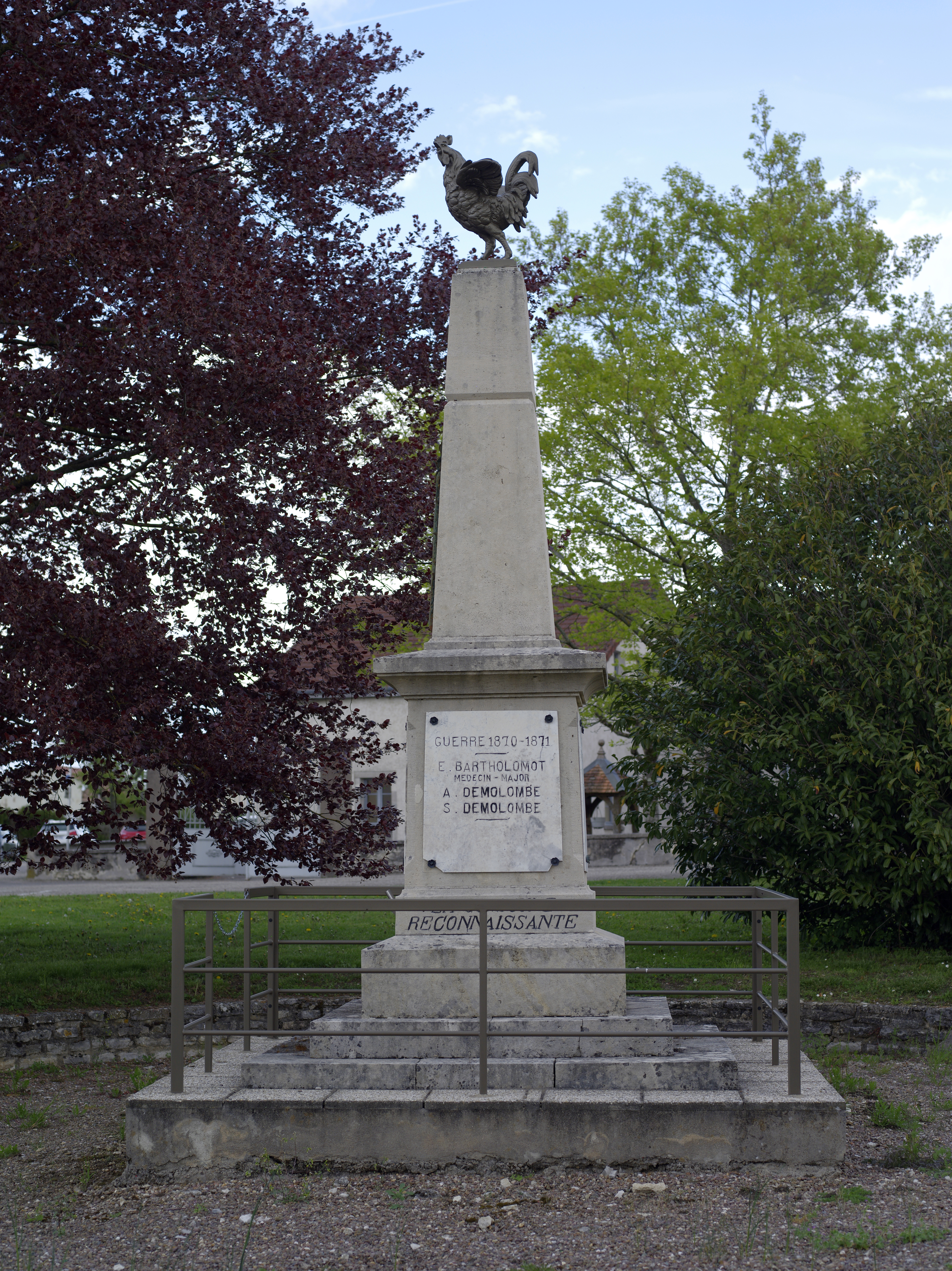
Monument aux morts.

### Personnalités liées à la commune
Jacques Terrier, général et baron d'Empire, est né à Morogne en 1770.

### Héraldique
| Blason de Chenevrey-et-Morogne | Blason  | Cinq point d’argent équipolés à quatre gueules.  |
| Blason de Chenevrey-et-Morogne | Détails | Le statut officiel du blason reste à déterminer. |

## Pour approfonfir